# Ruch, Gironde
Ruch är en kommun i departementet Gironde i regionen Nouvelle-Aquitaine i sydvästra Frankrike. Kommunen ligger i kantonen Sauveterre-de-Guyenne som tillhör arrondissementet Langon. År 2022 hade Ruch 544 invånare.

## Befolkningsutveckling
Antalet invånare i kommunen Ruch
Referens:INSEE